# 拉迪斯拉夫卡
50°39′38″N 26°24′4″E / 50.66056°N 26.40111°E
拉迪斯拉夫卡（烏克蘭語：Радиславка），是烏克蘭西北部里夫内州里夫内区亞歷山德里亞市鎮的村落。始建於1892年，面積0.5平方公里，海拔高度222米，2001年人口228，人口密度每平方公里456人。